# Fuso (nave da battaglia)
La Fusō (扶桑?, Fusō) era una nave da battaglia della Marina imperiale giapponese, la capoclasse delle due navi classe Fusō. Impostata l'11 marzo 1912 nei cantieri navali Kaigun Kosho di Kure, fu varata il 28 marzo 1914 e completata il 18 novembre 1915. Fusō ero uno degli antichi nomi del Giappone.

## Caratteristiche tecniche

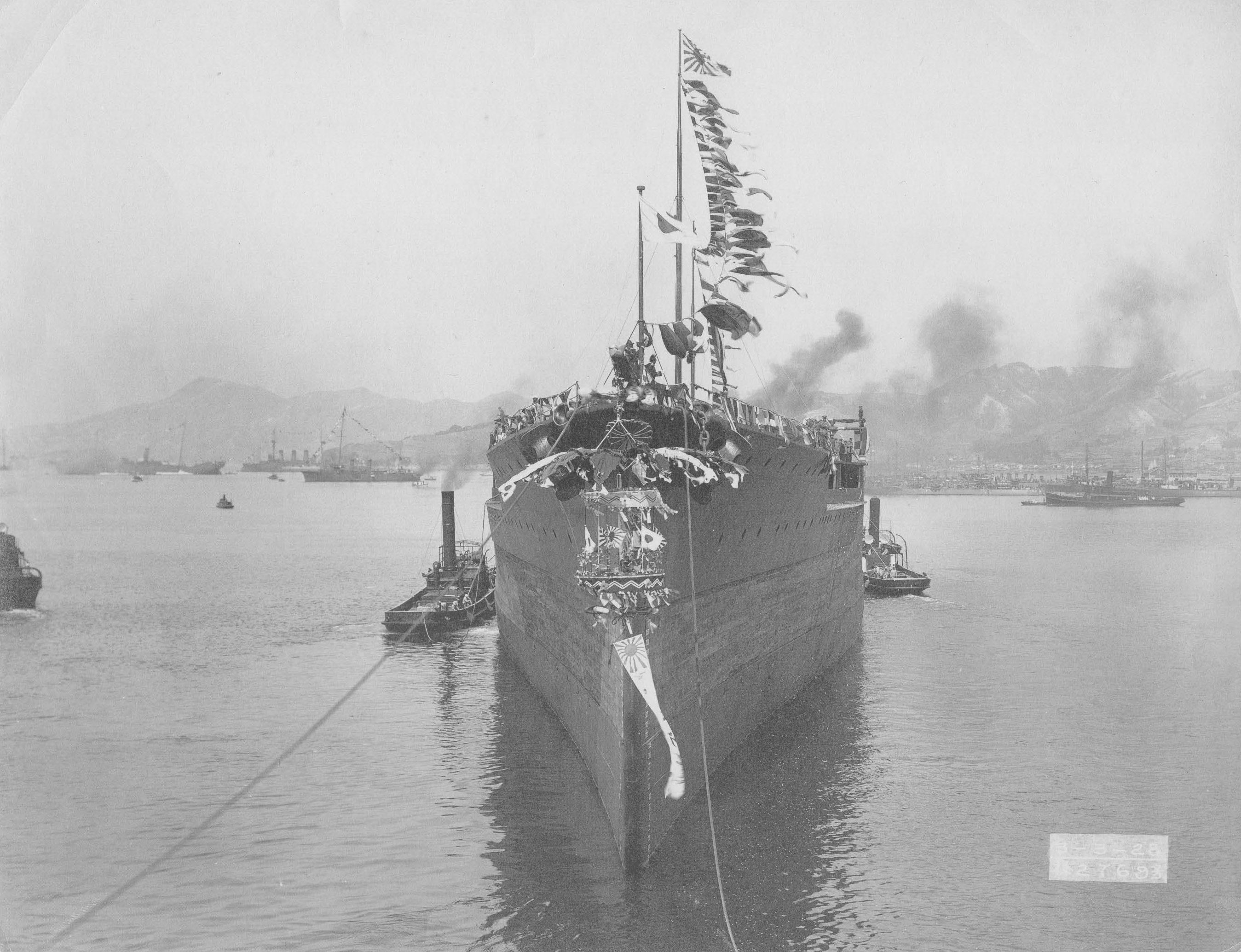
Il varo della Fusō

I 12 cannoni da 356 mm (14") della batteria principale erano suddivisi a coppie in sei torrette, queste ultime disposte secondo l'inusuale schema 2-1-1-2. Alla nascita, la Fusō era la corazzata più pesantemente armata al mondo. Rispetto alla nave sorella Yamashiro, la torretta nº3 era orientata in direzione opposta. Nonostante la scarsa potenza offerta dall'apparato propulsivo, l'elevato coefficiente di finezza dello scafo permetteva alla Fusō di raggiungere una velocità di 22 nodi.

## Tra le due guerre

### Il primo dopoguerra
La Fusō non prese parte a nessuna azione importante durante la prima guerra mondiale. Come la maggior parte delle altre navi della Marina imperiale giapponese, era impegnata principalmente in compiti di scorta e in altre mansioni che non richiedevano l'uso della linea di battaglia. Il 6 settembre 1923 la Fusō prestò soccorso alla popolazione colpita dal Grande Terremoto del Kanto, che il 1º settembre aveva devastato la pianura del Kantō sull'isola di Honshū causando oltre 140.000 vittime. Nel dicembre 1925 a bordo della Fusō prestò servizio, col grado di sottotenente di vascello, il Principe Nobuhito Takamatsu, fratello dell'Imperatore Hirohito. In seguito tornò a bordo come tenente di vascello, dal novembre 1933 al novembre 1934. Il 9 aprile 1928 la Fusō si unì alla flotta composta dalle corazzate Nagato e Mutsu, dall'incrociatore leggero Tenryū, da 16 cacciatorpediniere e dalla nave ausiliaria Tsurumi, che fece visita a Hong Kong.

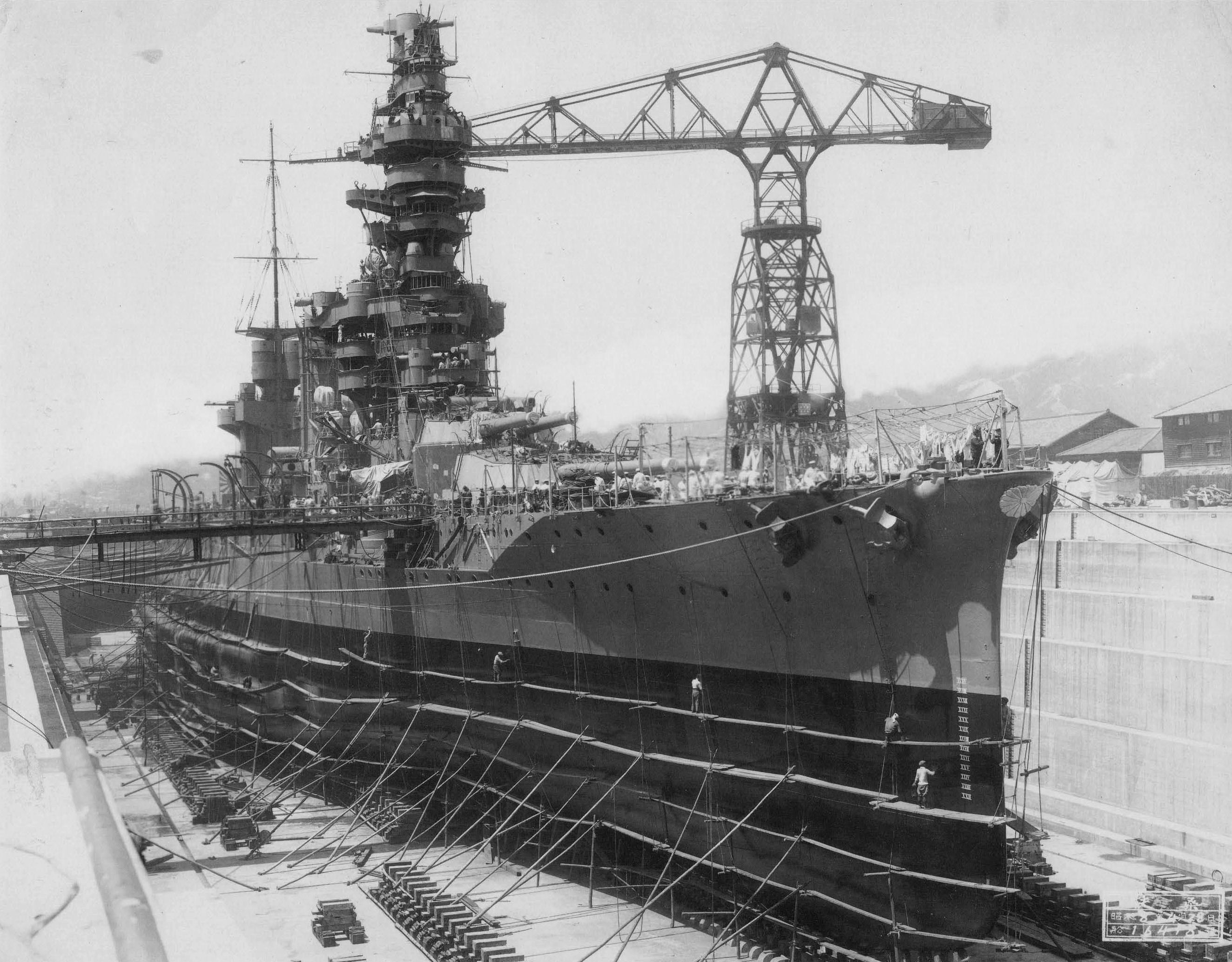
La Fusō ferma in un bacino di carenaggio durante i lavori di ammodernamento

### Lavori di ammodernamento
Dal 19 aprile 1930 al 12 maggio 1933 la Fusō fu sottoposta a importanti modifiche, come tutte le altre corazzate giapponesi in servizio, compresa la sorella Yamashiro. Fu allungata di 7,62 m, si adottò un unico fumaiolo in sostituzione dei due precedenti, che fu posto tra le due torrette di mezzo, le 24 caldaie furono rimpiazzate da 6 nuove caldaie Kampon a petrolio, e infine fu adottato il tipico albero a pagoda che caratterizzava le navi giapponesi del periodo. La corazzatura fu aumentata in quantità e qualità, principalmente nella zona degli apparati propulsivi e sotto la linea di galleggiamento. Tale scelta fu motivata dalle esperienze di navi britanniche colpite da siluri durante la prima guerra mondiale, come la Marlborough durante la battaglia dello Jutland. In particolare, la sostituzione delle caldaie consentì di ottenere più spazio, che fu usato per aumentare la corazzatura attorno alle sale macchine della zona centrale, furono anche installate controcarene anti-siluro. Complessivamente, la corazzatura fu portata a 12.199 t, pari al 42% del dislocamento.
Il nuovo apparato propulsivo, passato da 40.000 a 75.000 shp, consentì di innalzare la velocità a 25,4 nodi (47 km/h), a testimonianza del progresso tecnologico raggiunto nell'efficienza delle caldaie durante gli anni trenta. La Fusō fu inoltre dotata di una catapulta per aerei e di tre idrovolanti Mitsubishi F1M. Dopo un breve ritorno in attività, la Fusō fu sottoposta a nuovi lavori, che si protrassero dal 16 settembre 1934 al 19 febbraio 1935.

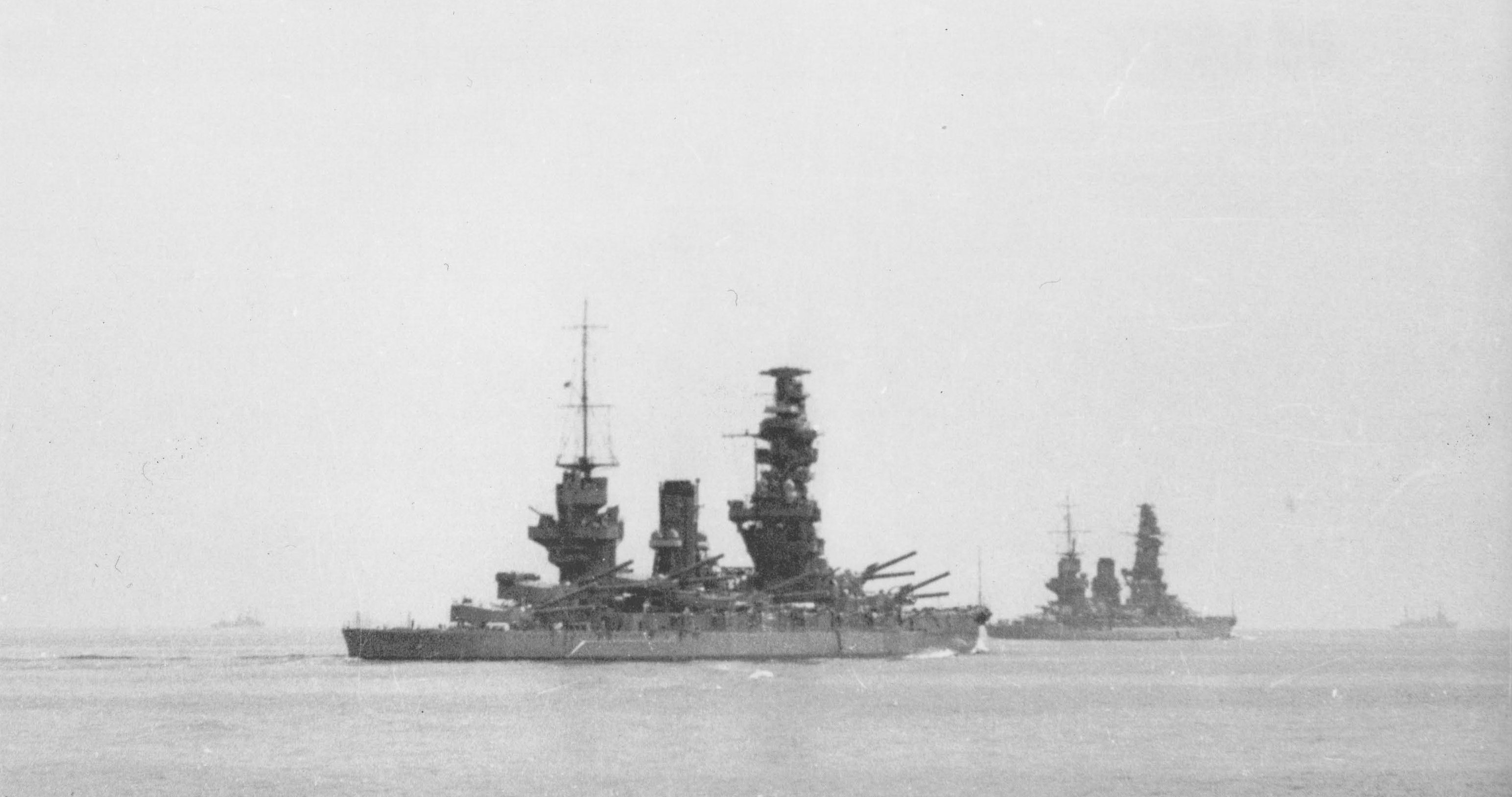
La Fusō assieme alla nave sorella Yamashiro, primavera 1935

## Seconda guerra mondiale

### 1941
Il 15 settembre la Fusō, il cui comando era passato al capitano di vascello Kinoshita Mitsuo, si unì, assieme alla sorella Yamashiro e alla Hyuga, alla 2ª Divisione Corazzate della 1ª Flotta, ai comandi del viceammiraglio Shirō Takasu. La Fusō, così come altre navi tra cui la sorella Yamashiro, nonostante le modifiche a cui fu sottoposta durante gli anni trenta fu ritenuta troppo lenta e troppo poco difesa per essere impiegata efficacemente in battaglia, e per questo durante le prime fasi della guerra fu tenuta in disparte nella Riserva strategica navale, relegata a operazioni di scorta ed esercitazioni.
Durante l'attacco di Pearl Harbor, la 2ª Divisione Corazzate lasciò la baia di Hiroshima, nel Mare Interno di Seto. Assieme alla 1ª Divisione Corazzate, composta dalla Mutsu e dalla Nagato, e alla portaerei Hosho, scortata dagli incrociatori Kitakami e Oi e da otto cacciatorpediniere, arrivarono nelle Isole Ogasawara. Il 13 dicembre 1941 la Fusō, assieme alla 2ª Divisione Corazzate, tornò nella Baia di Hiroshima, dove rimase in stato di allerta, partecipando ad alcune esercitazioni. In seguito fu chiamata in servizio effettivo, ma fu comunque impiegata poche volte in azione.

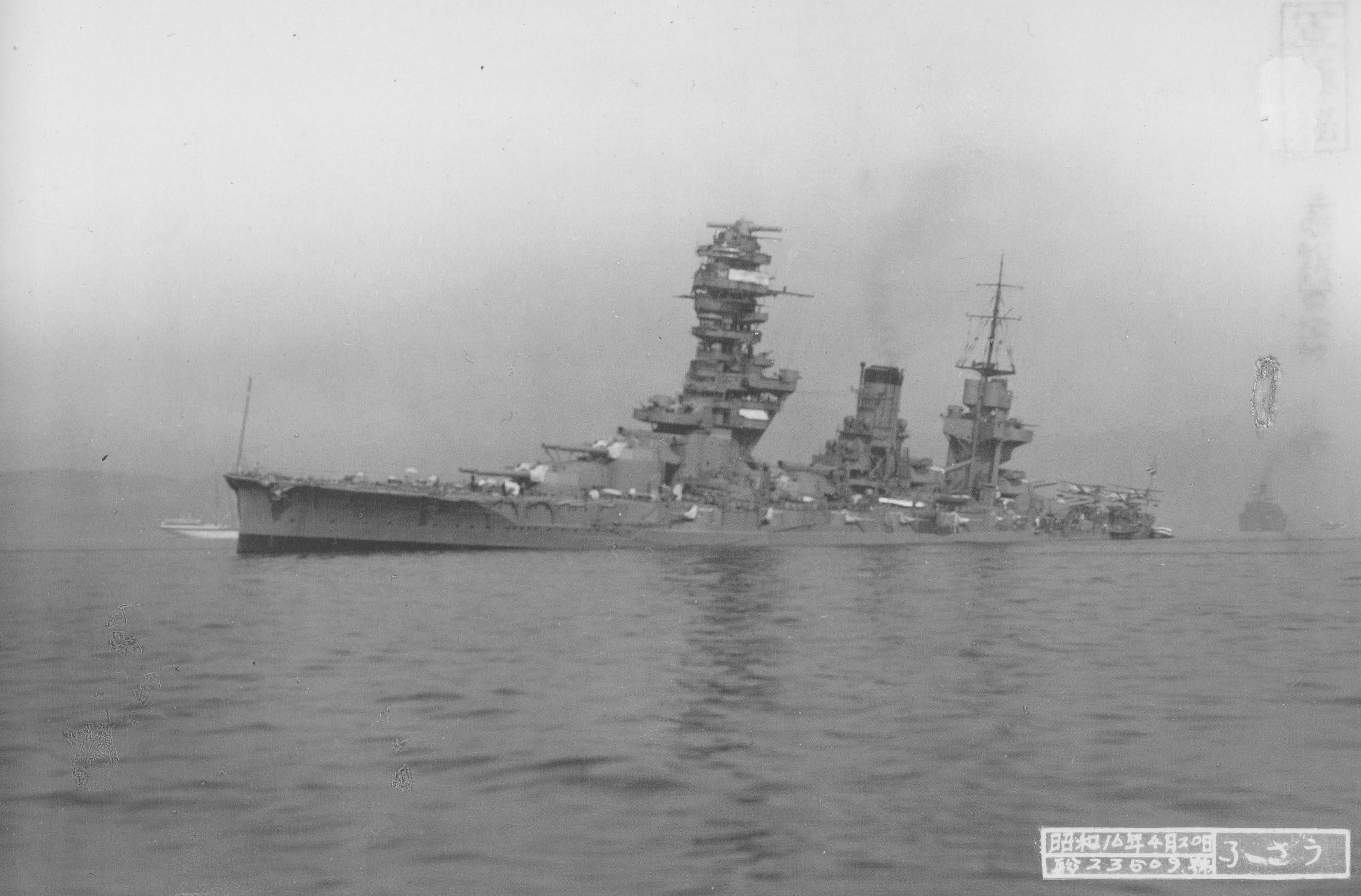
La Fusō impegnata in un test di galleggiamento, 20 aprile 1941

### 1942
Insieme alla 2ª Divisione Corazzate, tentò senza riuscirci di attaccare le portaerei statunitensi che l'18 aprile lanciarono l'incursione aerea su Tokyo sotto al comando di James Doolittle. Il 21 aprile tornò nei cantieri di Kure, dove furono sostituite le canne dei cannoni e installati sistemi anti-mine ai lati dello scafo, consistenti in spire demagnetizzanti. Il 5 maggio la Fusō partecipò ad alcune esercitazioni di tiro assieme alla sorella Yamashiro, alla Mutsu, alla Nagato e alla Hyuga. Durante le prove, la torretta numero 5 della Hyuga esplose improvvisamente, e per evitare l'affondamento fu necessario allagare repentinamente gli scompartimenti di poppa. Accertato che fosse in condizioni di navigare, la Fusō la scortò nei cantieri di Kure per le riparazioni. Il 29 maggio, durante la battaglia delle Midway, assieme alla Kitakami, alla Oi e a 12 cacciatorpediniere, rimase a protezione delle forze giapponesi nelle Isole Aleutine. La 1ª Flotta, il cui comando era passato il 14 luglio al viceammiraglio Mitsumi Shimizu, fu riorganizzata e la Nagato e la Mutsu si trasferirono alla 2ª Divisione Corazzate assieme alla Fusō, alla Yamashiro e alla Hyuga. Le cinque navi effettuarono insieme diverse esercitazioni, rimanendo sempre in stato di allerta.
In agosto, per compensare la pesante perdita di portaerei subita nella battaglia delle Midway, il dipartimento della Marina giapponese pensò di convertire la Fusō e la sorella Yamashiro in navi ibrido corazzate/portaerei. L'inizio dei lavori fu programmato per il giugno del 1943, ma il piano venne in seguito cancellato. Il 15 novembre tornò nella Baia di Hiroshima, trasferita temporaneamente all'Accademia navale di Etajima come nave scuola. Il 5 dicembre il comando della Fusō passò al capitano di vascello Keizō Komura. Nello stesso mese condusse alcune esercitazioni aeree assieme alla portaerei Zuikaku, alla nave sorella Yamashiro e alla corazzata Musashi.

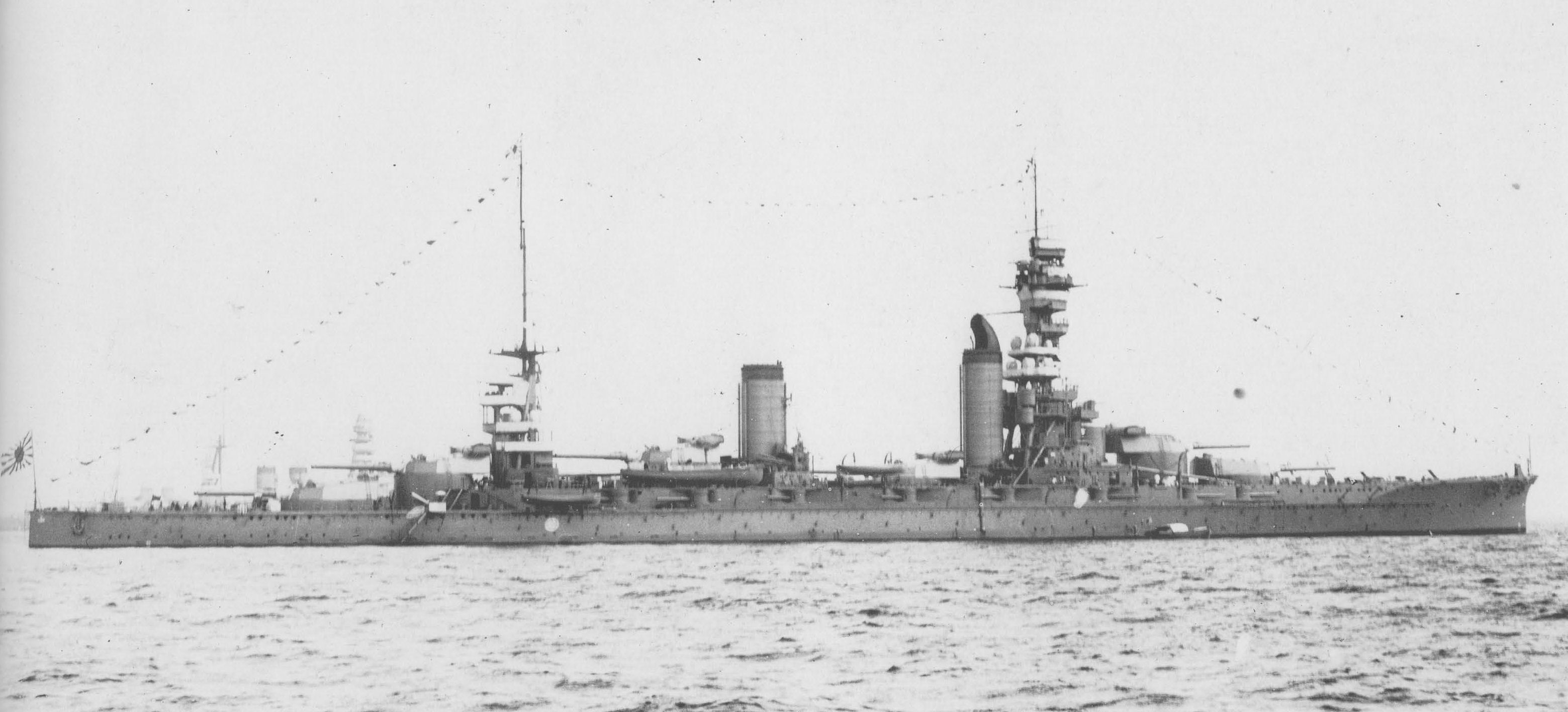
La Fusō prima della ricostruzione, ancora coi due fumaioli e senza il vistoso albero a pagoda, foto del 1928

### 1943
Il 1º giugno Komura fu scelto come nuovo comandante della Musashi, e il comando della Fusō passò al capitano di vascello Nobumichi Tsuruoka che il 7 giugno fece visita al capitano di vascello Teruhiko Miyoshi, comandante della Mutsu che per l'occasione fu ormeggiata a dritta della Fusō. Nobumichi e Teruhinko erano stati compagni di corso all'Accademia navale di Etajima, dove entrambi si erano diplomati in quello stesso anno. Il giorno seguente, alle 12:10, la Mutsu esplose improvvisamente, si spaccò in due e i tronconi affondarono nelle ore seguenti. La Fusō, ancora all'ancora nelle vicinanze, prestò immediato soccorso, traendo in salvo 353 uomini. Dal 9 giugno e per il mese successivo, la Fusō divenne la base operativa per le operazioni di salvataggio della Mutsu e della Commissione M, che aveva il compito di fare luce sulle cause dell'esplosione, dopo che l'ipotesi iniziale dell'attacco di un sommergibile nemico fu scartata. Alla fine delle indagini, la commissione d'inchiesta stabilì che a causare l'esplosione fu l'azione di protesta di un marinaio scontento, rimasto poi ucciso durante l'affondamento. Il 18 luglio, nei cantieri di Kure, la Fusō fu dotata di un radar aria-superficie Type 21 e di 21 cannoni contraeree da 25 mm, disposti in due torrette doppie e in 17 torrette singole, portando così a 37 il numero di armi contraeree da 25 mm.
Il 15 agosto i sopravvissuti della Mutsu, che nel frattempo erano rimasti sulla Fusō, furono trasferiti a bordo della Nagato. Il giorno successivo lasciò Kure assieme alle corazzate Nagato e Yamato e ai cacciatorpediniere Amatsukaze e Hatsukaze. Il giorno successivo si unirono alla Task Force anche la portaerei Taiyo, gli incrociatori pesanti Atago e Takao e i cacciatorpediniere Yugumo Akigumo e Ushio. Il 23 agosto la formazione effettuò alcune esercitazioni a Truk. Mentre il 18 settembre la flotta partiva in direzione di Eniwetok, in risposta ai raid aerei statunitensi effettuati su Tarawa, Makin e Abemama, la Fusō rimase a guardia di Truk, assieme alla nave ammiraglia Musashi e alle corazzate veloci Kongo e Haruna. Alcune intercettazioni radio fecero supporre che gli statunitensi avrebbero effettuato un nuovo raid sull'Isola di Wake e il 17 ottobre la Fusō lasciò Chuuk assieme a una numerosa flotta, comprendente anche le due corazzate Yamato e Musashi e tre portaerei. Le navi giapponesi non rilevarono però alcuna attività nemica, e il 26 ottobre fecero ritorno a Chuuk. Il 1º novembre il comandante Tsuruoka fu promosso al grado di contrammiraglio.

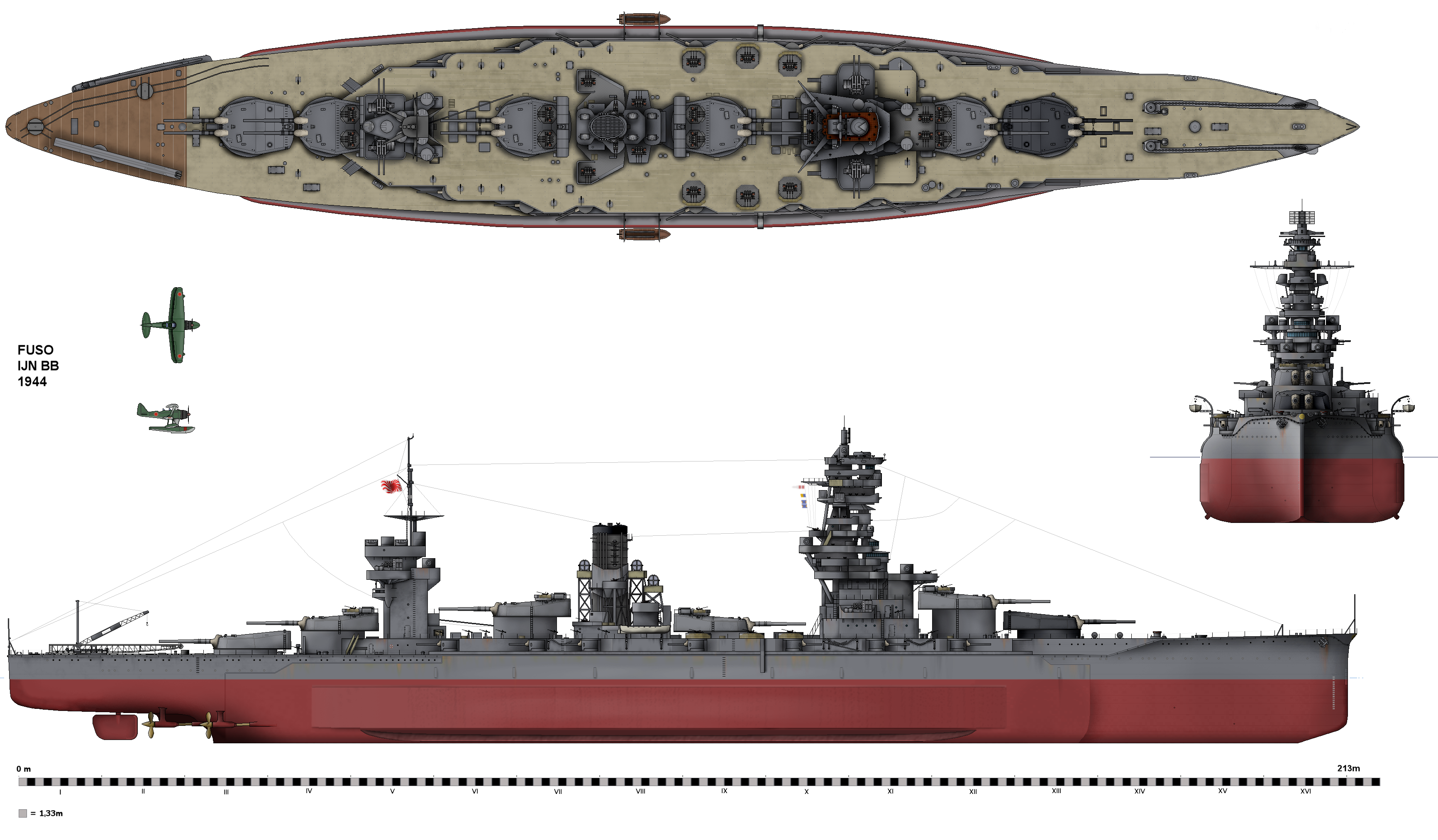
La Fusō nella configurazione definitiva del 1944

### 1944

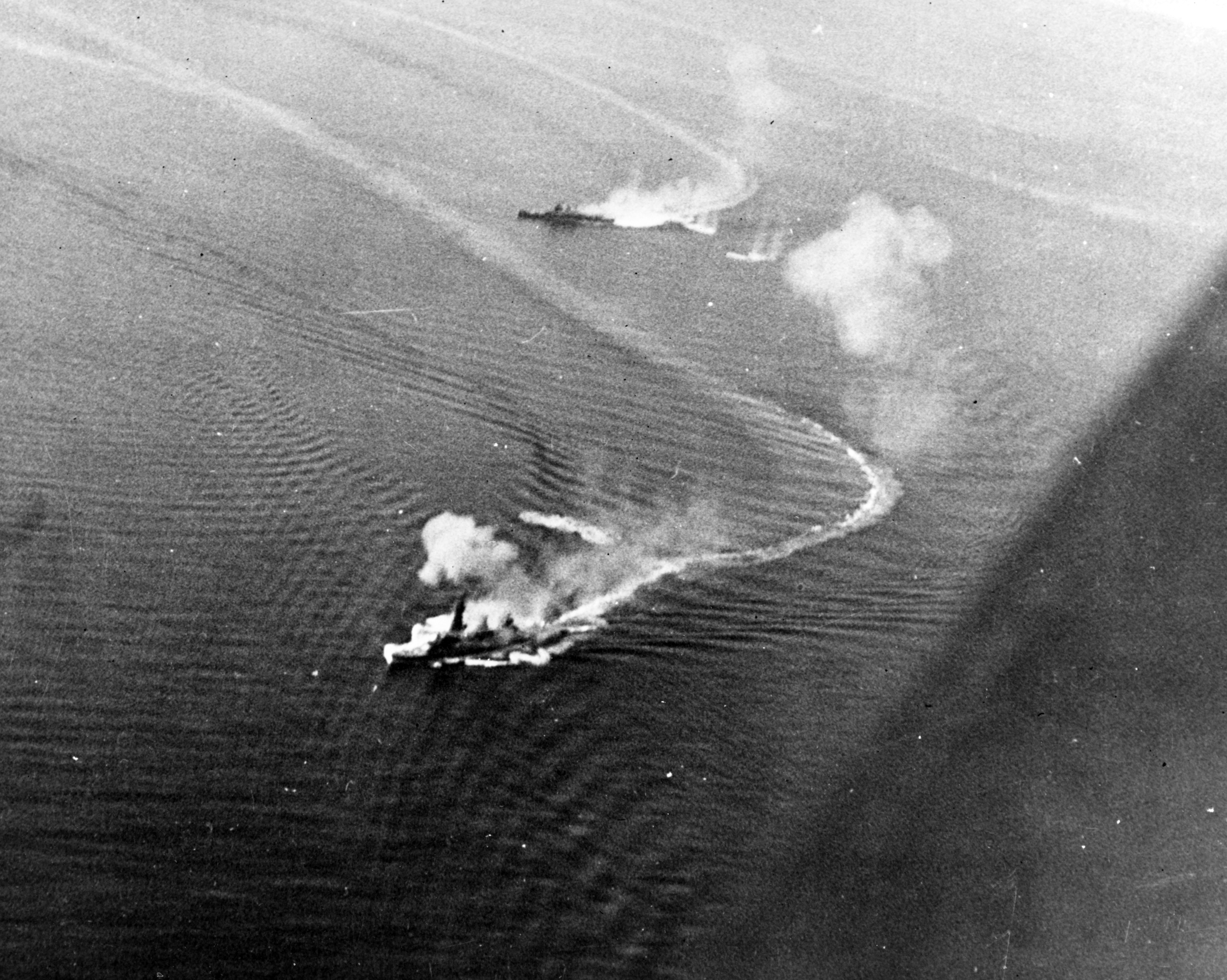
La Fusō, già severamente danneggiata, durante la Battaglia dello Stretto di Surigao. Alle sue spalle l'incrociatore Mogami

La base navale di Truk fu evacuata il 1º febbraio e la Fusō, assieme a numerose altre navi, fece rotta verso Palau, dove arrivò il 4 febbraio. Durante l'evacuazione, il sommergibile statunitense Permit riuscì a tenersi a portata di tiro dalle navi giapponesi, ma fu impossibilitato ad attaccare. Il 23 febbraio il comando della Fusō passò al capitano di vascello Masami Ban. Il 30 maggio prese parte all'operazione Kon, con l'obiettivo di rafforzare la guarnigione di Biak sotto attacco dal 27 maggio. Nonostante sia stato più volte intercettato sia da navi che da aerei statunitensi, il convoglio non subì attacchi lungo la rotta. La sera del 3 giugno, mentre le navi erano ancora in rotta, il comandante della Flotta Combinata ammiraglio Soemu Toyoda annullò l'operazione. Il 4 giugno l'ordine fu però revocato, e la Fusō, raggiunta assieme alle altre navi la base navale di Davao, lì rimase non prendendo più parte all'operazione. Durante battaglia del Mare delle Filippine, indicata dai giapponesi col nome in codice di Operazione A-Go, la Fusō rimase in stato di allerta, ma non prese parte agli scontri. Deluso dalla sconfitta subita nel Mar delle Filippine, l'alto comando della Marina imperiale propose di inviare la Fusō e la Yamashiro ad attaccare la forza navale in appoggio alla Battaglia di Saipan. L'idea fu però rigettata da Toyoda, che la bollò come una missione suicida destinata a un sicuro fallimento.
Il 2 agosto fu sottoposta a nuovi lavori nei cantieri di Kure. Furono installati due radar a ricerca aerea Type 13 e due radar di superficie e controllo di tiro Type 22. L'armamento fu potenziato con l'aggiunta di altri 78 cannoni contraerei da 25 mm, divisi in otto torrette triple, 16 doppie e 17 singole, portando così il totale dei pezzi da 25 mm a 110. Inoltre furono installate 10 mitragliatrici pesanti antiaeree Type 93 da 13,2 mm. La Fusō ricevette probabilmente anche il sistema IFF a infrarossi Type 2, derivante dal sistema tedesco Seehund. Il sistema era basato su un sensore telescopico in grado di captare segnali luminosi trasmessi nella gamma degli infrarossi, che venivano poi registrati dai marconisti. Furono installati anche un paio di binocoli coassiali da 20 mm montati assieme a un trasmettitore a infrarossi sul ponte della nave, in modo da poter essere utilizzati per dare segnalazioni elementari ad altre navi dotate dello stesso sistema. Il 23 settembre la Fusō divenne la nave ammiraglia del viceammiraglio Shōji Nishimura, comandante della 2ª Divisione Corazzate: il giorno successivo, il convoglio in cui viaggiava fu attaccato dal sommergibile statunitense Plaice, ma nessuno dei siluri lanciati da quest'ultimo andò a segno. Il 4 ottobre Nishimura si trasferì sulla Yamashiro. Il 22 ottobre partirono le navi che il giorno successivo diedero il via alla cosiddetta operazione Shō-Gō 1, passata alla storia col nome di Battaglia del Golfo di Leyte, una della più grande battaglie navali della storia. La Fusō faceva parte della Forza meridionale di Nishimura, comprendente anche la Yamashiro, l'incrociatore pesante Mogami e i cacciatorpediniere Shigure, Asagumo, Yamagumo e Michishio.
Alle 09:18 del 24 ottobre, nel Mare di Sulu, 26 aerei statunitensi decollati dalle portaerei Enterprise e Franklin attaccarono la Forza C. Una bomba colpì la Fusō, penetrando attraverso il ponte ed esplodendo nella sala ufficiali. L'incendio che ne scaturì coinvolse anche i vicini serbatoi di combustibile, distruggendo la catapulta e i tre idrovolanti F1M Pete imbarcati. L'equipaggio riuscì a estinguere le fiamme in breve tempo, e la Fusō riuscì a non subire rallentamenti. Le uniche altre navi della Forza C a riportare danni furono la Shigure, anch'essa colpita da una bomba, e la Mogami, centrata da alcuni colpi di mitragliatrice. Alcuni idrovolanti, lanciati dalla Mogami quello stesso mattino, avvistarono una flotta nemica, composta da corazzate, portaerei, incrociatori, cacciatorpediniere, navi ausiliarie e PT boat, in avvicinamento frontale. Nishimura, sebbene fosse consapevole di non poter contare sull'appoggio delle forze del viceammiraglio Takeo Kurita, comprendenti anche la Yamato e la Musashi, che a breve presero parte alla Battaglia al largo di Samar, ordinò di mantenere una velocità di 18 nodi (33 km/h) in direzione della flotta nemica.

#### L'affondamento
Il 25 ottobre le due forze navali si scontrarono nella battaglia dello Stretto di Surigao. Il capitano di vascello Jesse Coward decise di attaccare con i siluri. Alle 02:50, 39 PT boat attaccarono le navi giapponesi; la Fusō e la Yamashiro aprirono il fuoco con i cannoni da 152 mm, aiutate dai cacciatorpediniere che illuminavano le imbarcazioni in avvicinamento. Nessuno dei siluri lanciati dalle PT boat andò a segno. Alle 03:00, i cacciatorpediniere McGowan, Remey e Melvin lanciarono 27 siluri Mark 15 contro le navi della Forza C. La Fusō fu colpita sul lato di dritta da uno o due siluri lanciati dalla Melvin. La Fusō invertì la rotta e tentò la fuga, procedendo a non più di 10 nodi (18 km/h) a causa dei danni subìti. Uno dei siluri lanciati colpì la Yamagumo, che esplose e affondò lasciando solo due superstiti. Alle 05:29 la Forza C subì l'attacco degli incrociatori pesanti Portland e Denver. La Portland, nave ammiraglia del contrammiraglio Jesse Oldendorf, decise di attaccare la Fusō. Alle 05:31, da una distanza di oltre 17.000 m, la Portland aprì il fuoco con la batteria principale da 8" (200 mm). Dei colpi sparati, 18 riuscirono ad andare a segno. La Fusō esplose, spezzandosi in due tronconi. La prua sprofondò alle 05:40 alle coordinate 10°09′N 125°24′E, mentre la sezione di poppa alle 06:40 alle coordinate 10°08′N 125°25′E. I superstiti che si trovavano in acqua rifiutarono il soccorso delle navi statunitensi e solo una piccola frazione dei 1 396 membri dell'equipaggio sopravvisse.
Il 31 agosto 1945 la Fusō fu radiata d'ufficio dai registri della marina imperiale.